# EVERYDAY AT THE BUS STOP
「EVERYDAY AT THE BUS STOP」（エブリデイ アット ザ バス ストップ）は、川瀬智子の「Tommy february6」名義でのデビューシングル。2001年7月25日に、DefSTAR RECORDSからリリースされた。

## 解説
初回盤はデジパック仕様。また、初回盤、通常盤共にCD+DVDでの発売である。現在は一般的となっているこの形態での発売は、シングル作品では本作が業界初であった。
「EVERYDAY AT THE BUS STOP」は、TBS系『COUNT DOWN TV』の2001年8月のオープニングテーマ。「SINCE YESTERDAY」は、ストロベリー・スウィッチブレイドのカヴァー。

## 収録曲
1. EVERYDAY AT THE BUS STOP
  - 作詞：Tommy february6／作曲・編曲：MALIBU CONVERTIBLE
2. WALK AWAY FROM YOU MY BABE
  - 作詞：Tommy february6／作曲・編曲：MALIBU CONVERTIBLE
3. SINCE YESTERDAY
  - 作詞・作曲：Jill Bryson、Rose McDowall／編曲：TAKESHI NAKATSUKA
4. EVERYDAY AT THE BUS STOP[Captain Funk“Daydream Edition”]
  - 作詞：Tommy february6／作曲：MALIBU CONVERTIBLE／編曲：TATSUYA OE

## DVD
1. 『EVERYDAY AT THE BUS STOP』VIDEO CLIP(DIRECTOR'S CUT / ON AIR VERSION A / ON AIR VERSION B)
2. 『EVERYDAY AT THE BUS STOP』CHOREOGRAPHIC VERSION
3. 『EVERYDAY AT THE BUS STOP』KARAOKE VERSION
4. 『EVERYDAY AT THE BUS STOP』TV SPOT
5. 『EVERYDAY AT THE BUS STOP』MAKING MOVIE

VIDEO CLIPの各バージョンの違いは、終盤のシーンに対するモザイク及び注意書きの有無である。

## 収録アルバム
- 『Tommy february6』（#1、2）（2002年2月6日）
- 『Strawberry Cream Soda Pop “Daydream”』（#1）（2009年2月25日）